# 久保書店QTブックス
久保書店QTブックス（くぼしょてんキューティーブックス）は、久保書店より1965年から1979年にかけて出版されたミステリ、サスペンス、SF小説の叢書。
サイズは新書版でソフトカバー。全48巻。

## ミステリ
1965年から1971年。『おんな対F.B.I.』には三上雄一の、『恐怖からの収穫』には山野辺進による挿絵がある。
ラインナップは、スパイ小説、ハードボイルドがほとんど。
- 『おんな対F.B.I. - 異色スパイ・コミック』（Never a Dull Moment、ピーター・チェイニイ、田中小実昌訳）1965.12
- 『恐怖からの収穫』（Let Them Eat Bullets、ハワード・スコーンフェルド、宇野利泰訳）1966.6
- 『殺人許可証 - 死のパスポート』（Requiem for a Redhead、リンゼイ・ハーディ、井上一夫訳）1966.6 - グレゴリー・キーン少佐シリーズ
- 『殺人鬼を追え - 黒い追跡』（The Killer、ウェイド・ミラー、三条美穂訳） 1966.7
- 『秘密捜査官』（The Avenger、マシュー・ブラッド、山下愉一訳） 1966.7
- 『英国情報部員 - 秘密作戦』（Night Boat to Paris、リチャード・ジュサップ、矢野徹訳）1967.2
- 『秘密指令 - 破壊された男』（The Splintered Man、M・E・チェイバー、井上一夫訳） 1967.2
- 『殺人命令』（The Nightshade Ring、リンゼイ・ハーディ、井上一夫訳）1967.9 - グレゴリー・キーン少佐シリーズ
- 『秘密日記 - 英国軍事情報シリーズ3』（Shoe No Marcy、リンゼイ・ハーディ、井上一夫訳） 1968.1 - グレゴリー・キーン少佐シリーズ
- 『スパイの罠』（Operation Intrigue、ウォルター・ハーマン、井上一夫訳） 1968.8
- 『ナポレオン・ソロ / 恐怖の逃亡作戦』（The Man From U.N.C.L.E / The Unfair Fare Affair、ピーター・レスリー、中尾明訳） 1968.12
- 『ナポレオン・ソロ / 秘密兵器事件』（The Man From U.N.C.L.E / The Corfu Affair、ジョン・T・フィリフェント、仁賀克雄訳） 1968.12
- 『弾痕』（Bullet Proof、フランク・ケーン、井上一夫訳） 1969.4
- 『ナポレオン・ソロ / 悪魔のサイコロ事件』（The Man From U.N.C.L.E / The Power Cube Affair、ジョン・T・フィリフェント、中尾明訳） 1969.7
- 『ナポレオン・ソロ / こわれたサングラス事件』（The Man From U.N.C.L.E / The Splintered Sunglasses Affair、ピーター・レスリー、野間節夫訳） 1970.3
- 『キルマスター / アムステルダムの死』（Amsterdam、ニック・カーター、井上一夫訳） 1971.8

## SF
1967年から1979年。表紙は具象画（武部本一郎などによる）かコラージュ（加納光於による）があしらわれており、中身は二段組ないし一段組（巻によって異なる）。口絵・挿絵は無し。裏表紙には本文の抜粋（400字程度）および原書の表紙（白黒写真）が載せられていた。
ラインナップは、スペース・オペラなど比較的古い娯楽系の作品が中心であった。
- 『火星の無法者』（Outlaws of Mars、O・A・クライン、井上一夫訳） 1967.7
- 『宇宙殺人』（Murder in Space、デヴィド・V・リード、川村哲郎訳） 1967.7
- 『生殖能力測定器』（His First Million Women、ジョージ・ウェストン、矢野徹訳） 1967.7
- 『超人集団』（The Secret People / The Deviates、レイモンド・F・ジョーンズ、矢野徹訳) 1967.10
- 『太陽移動計画』（Troubled Star、ジョージ・O・スミス、川村哲郎訳） 1967.12
- 『3万年のタイム・スリップ』（Three Go Back、J・レスリー・ミッチェル、井上一夫訳） 1968.3
- 『同位元素人間』（The Isotope Man、チャールズ・エリック・メイン、斎藤伯好訳) 1968.4
- 『宇宙連邦捜査官』（The Chaos Fighters、ロバート・ムーア・ウイリアムズ、中尾明訳） 1968.4
- 『アメリカ滅亡』（The Long Loud Silence、ウィルスン・タッカー、矢野徹訳） 1968.5
- 『超人間製造者』（Dragon's Island、ジャック・ウイリアムスン、川村哲郎訳） 1968.6
- 『地球発狂計画』（Hellflower、ジョージ・O・スミス、中尾明訳) 1968.9
- 『西暦3000年』（Tarnished Utopia、マルコム・ジェイムスン、矢野徹訳） 1968.9
- 『第3次大戦後のアメリカ大陸』（False Night、アルジス・バドリス、井上一夫訳） 1968.10
- 『ロボット宇宙船』（The Mating Cry、A・E・ヴァン・ヴォクト、川村哲郎訳） 1968.12
- 『戦略空軍破壊計画』（Forbidden Area、パット・フランク、矢野徹訳） 1969.5
- 『時間の果て』（Edge Of Time、デヴィッド・グリンネル、川村哲郎訳） 1974.7
- 『死の王と生命の女王』（The Lord of Death and the Queen of Life、ホーマー・イオン・フリント、田沢幸男訳） 1974.8
- 『宇宙の海賊島』（Randezvous on a Lost World、A・バートラム・チャンドラー、中上守訳） 1974.11
- 『崩壊した銀河文明』（The Defiant Agents、アンドレ・ノートン、日夏響訳） 1974.12 - タイム・エージェント2
- 『10万光年の迷路』（Collision Course、ロバート・シルヴァーバーグ、中上守訳） 1975.5
- 『最後の惑星船の謎』（The Valley of Creation、エドモンド・ハミルトン、田沢幸男訳） 1975.6
- 『終末期の赤い地球』（The Dying Earth、ジャック・ヴァンス、日夏響訳） 1975.8
- 『不時着した円盤の謎』（The Time Traders、アンドレ・ノートン、小宮卓訳） 1975.10 - タイム・エージェント1
- 『燃えつきた水星人』（Tama of the Light Country、レイ・カミングス、竹中芳訳） 1975.12 - ターマ・シリーズ
- 『宇宙の放浪怪物』（VOR、ジェイムズ・ブリッシュ、日夏響訳） 1975.12
- 『恐怖の火星争奪戦』（Shadow Over Mars / The Nemesis from Terra、リイ・ブラケット、五味寧訳） 1976.6
- 『金星を襲う青い原子』（The Blue Atom、ロバート・ムーア・ウイリアムズ、中上守訳） 1976.8
- 『失われた時間の鍵』（Key Out of Time、アンドレ・ノートン、日夏響訳） 1976.9 - タイム・エージェント3
- 『宇宙の秘密の扉』（The Door Through Space、マリオン・ジマー・ブラッドリー、田沢幸男訳） 1976.11 - ダーコーヴァ年代記
- 『未知なる銀河航路』（Galactic Derelict、アンドレ・ノートン、吉川純子訳） 1978.5 - タイム・エージェント4
- 『運命号の冒険』（Destiny's Orbit、デヴィッド・グリンネル、宮田洋介訳） 1978.8
- 『水星征服計画』（Tama, Princess of Mercury、レイ・カミングス、森川かおる訳） 1979.3 - ターマ・シリーズ

## ノンフィクション
- 『アメリカ大統領暗殺史 - その死のカルテ』 （Our Murdered Presidents : The Medical Story、S・M・ブルックス、井上一夫訳、Q-Tノンフィクション） 1969.1
- 『安眠法 : あなたも良く眠れます』（P・J・スタインクロン、仁賀克雄訳、Q-Tノンフィクション） 1971